# Рио-Сегундо (город)
Рио-Сегундо (исп. Río Segundo) — город и муниципалитет в департаменте Рио-Сегундо провинции Кордова (Аргентина). Часть агломерации «Рио-Сегундо — Пилар».

## История
Ещё в колониальные времена в том месте, где Камино-Реаль («Королевская дорога»; путь, ведущий в Верхнее Перу) пересекала реку Рио-Сегундо, был создан остановочный пункт.
В 1870 году была построена железная дорога, соединившая Кордову с Буэнос-Айресом, и в месте пересечения ею реки Рио-Сегундо в районе старинного Поста-де-Рио-Сегундо начал формироваться населённый пункт. В 1887 году он получил статус городка (вилья), а в 1888 году был образован муниципалитет.